# Antonio Cerda
Antonio Cerda Tarongi (ur. 8 sierpnia 1944 w Algaidzie, zm. 19 lutego 2013 w Palma de Mallorca) – hiszpański kolarz torowy i szosowy, brązowy medalista torowych mistrzostw świata.

## Kariera
Największy sukces w karierze Antonio Cerda osiągnął w 1970 roku, kiedy zdobył brązowy medal w wyścigu ze startu zatrzymanego amatorów podczas torowych mistrzostw świata w Leicester. W zawodach tych wyprzedzili go jedynie Cees Stam z Holandii oraz Horst Gnas z RFN. Był to jedyny medal wywalczony przez Cerdę na międzynarodowej imprezie tej rangi. Startował także w wyścigach szosowych, między innymi zwyciężając w klasyfikacji generalnej Cinturón a Mallorca w 1965 roku oraz zajmując trzecie miejsce w klasyfikacji Vuelta a Aragón w 1969 roku. Nigdy nie wystąpił na igrzyskach olimpijskich.